# Asota radiata
Asota radiata är en fjärilsart som beskrevs av Matsumura 1911. Asota radiata ingår i släktet Asota och familjen nattflyn. Inga underarter finns listade i Catalogue of Life.